# Albertustaler

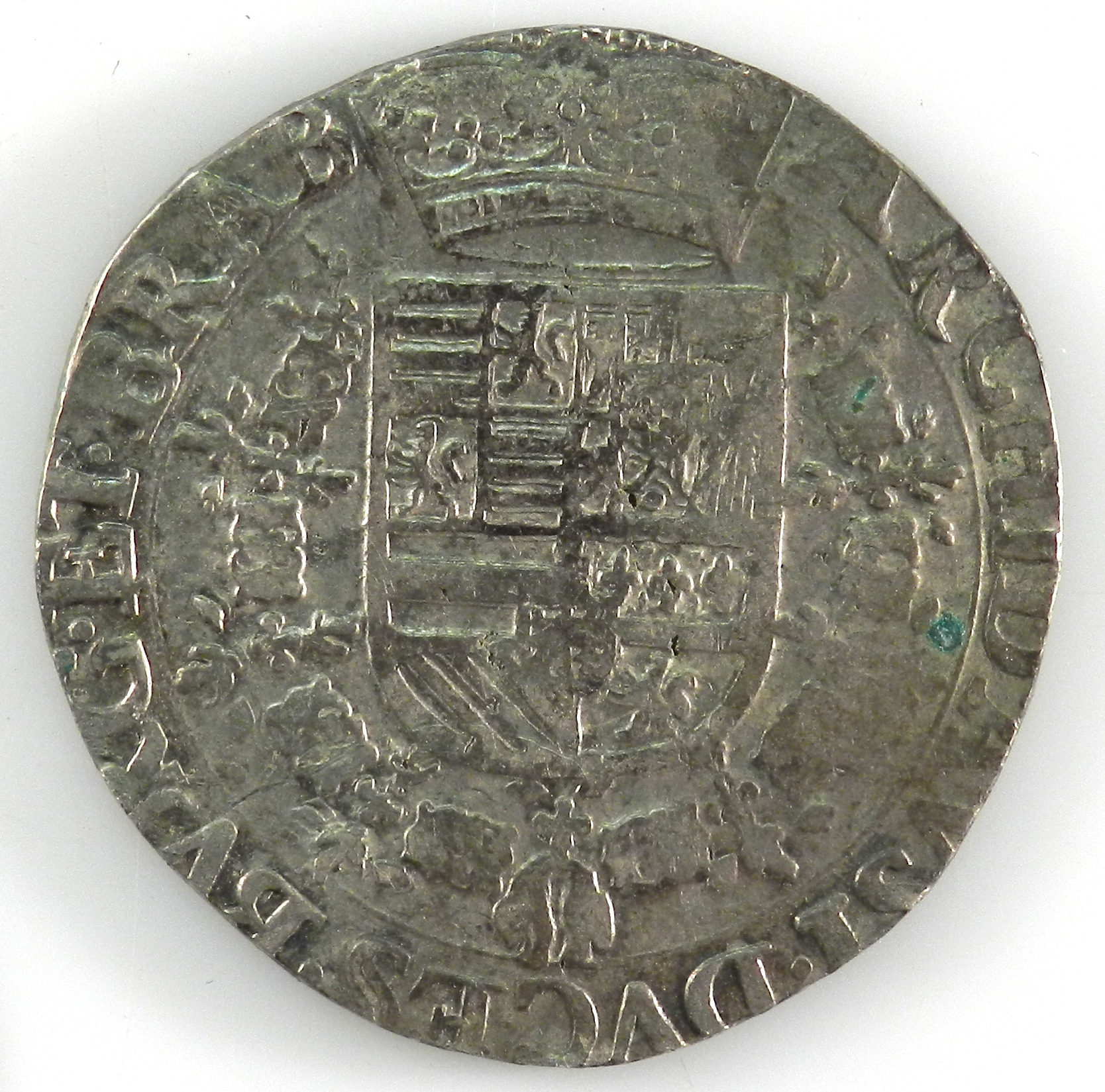
Rückseite eines Albertustalers

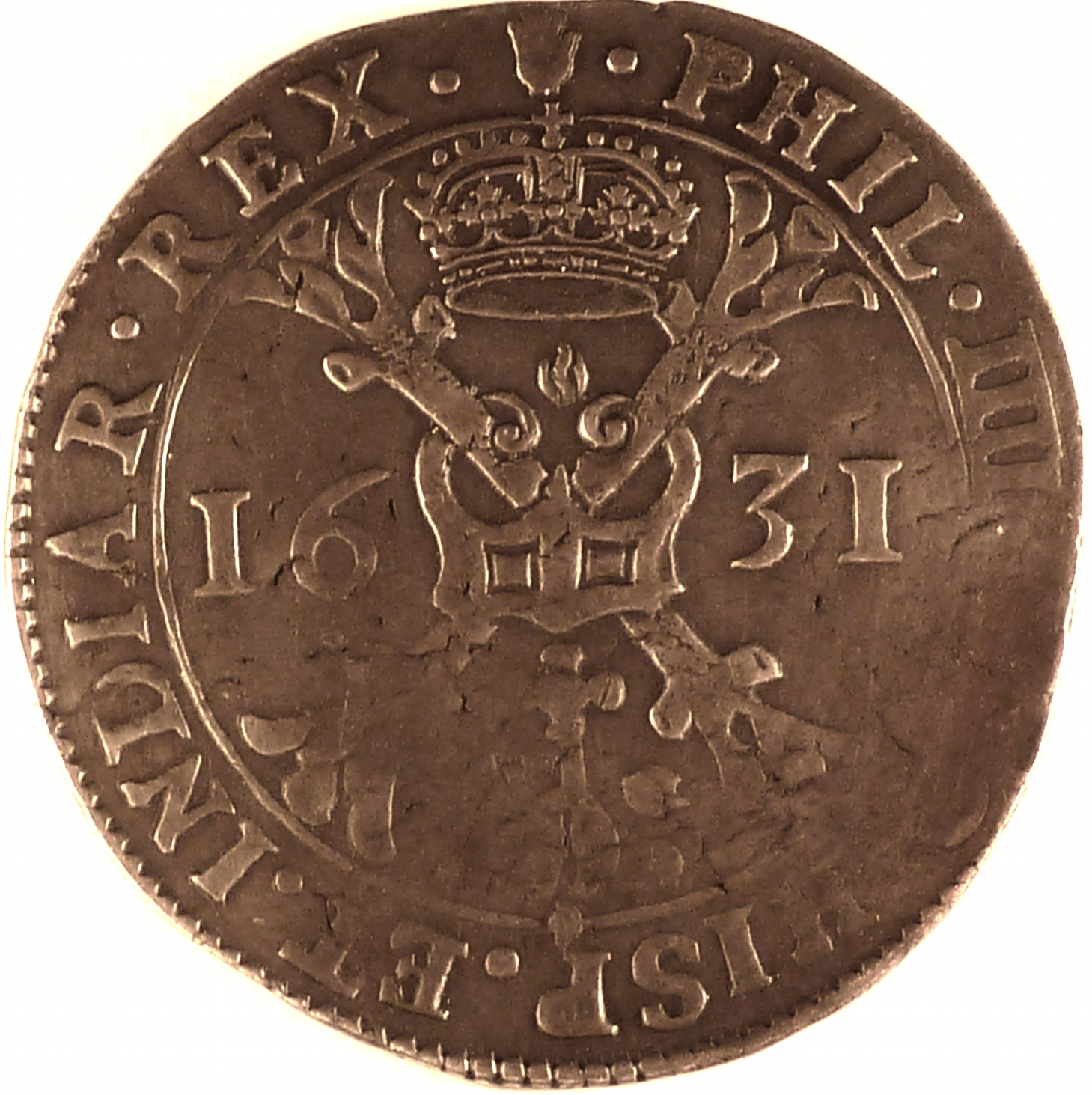
Andreaskreuz auf einem Albertustaler von 1631

Der Albertust(h)aler ist ein Typ von Talermünzen, der an der Wende zum 17. Jahrhundert erstmals in den spanischen Niederlanden zur Prägung kam. Der Name stammt vom damaligen Statthalter in den Niederlanden, Albrecht VII. von Habsburg (franz. Albert). Der Albertustaler wurde etwas leichter als nach dem offiziellen deutschen Reichsmünzfuß für den Taler ausgebracht.
Die Münze, die etwa 24,65 g Feinsilber enthält (etwa 9½ Taler pro Gewichtsmark), war im niederländischen Ostseehandel sehr beliebt und Haupthandelsmünze im Ostseeraum im 17. Jahrhundert. Ihre Beliebtheit führte zu einer Bewertung on par mit Talern, die nach dem 9-Taler-Reichsfuß (25,98 g Feinsilber) geprägt wurden. Es kam daher zu einer starken Verdrängung vollwertiger Reichstaler durch Albertustaler (siehe Greshamsches Gesetz). Weil sich der Wechselkurs in Norddeutschland allgemein nach diesen sogenannten Bankotalern richtete, beschlossen die niedersächsischen Stände am 16. Juli 1695 in Hamburg, selbst nach diesem etwas leichteren Münzfuß zu prägen.

## Ursprüngliche Albertustaler (Spanische Niederlande)

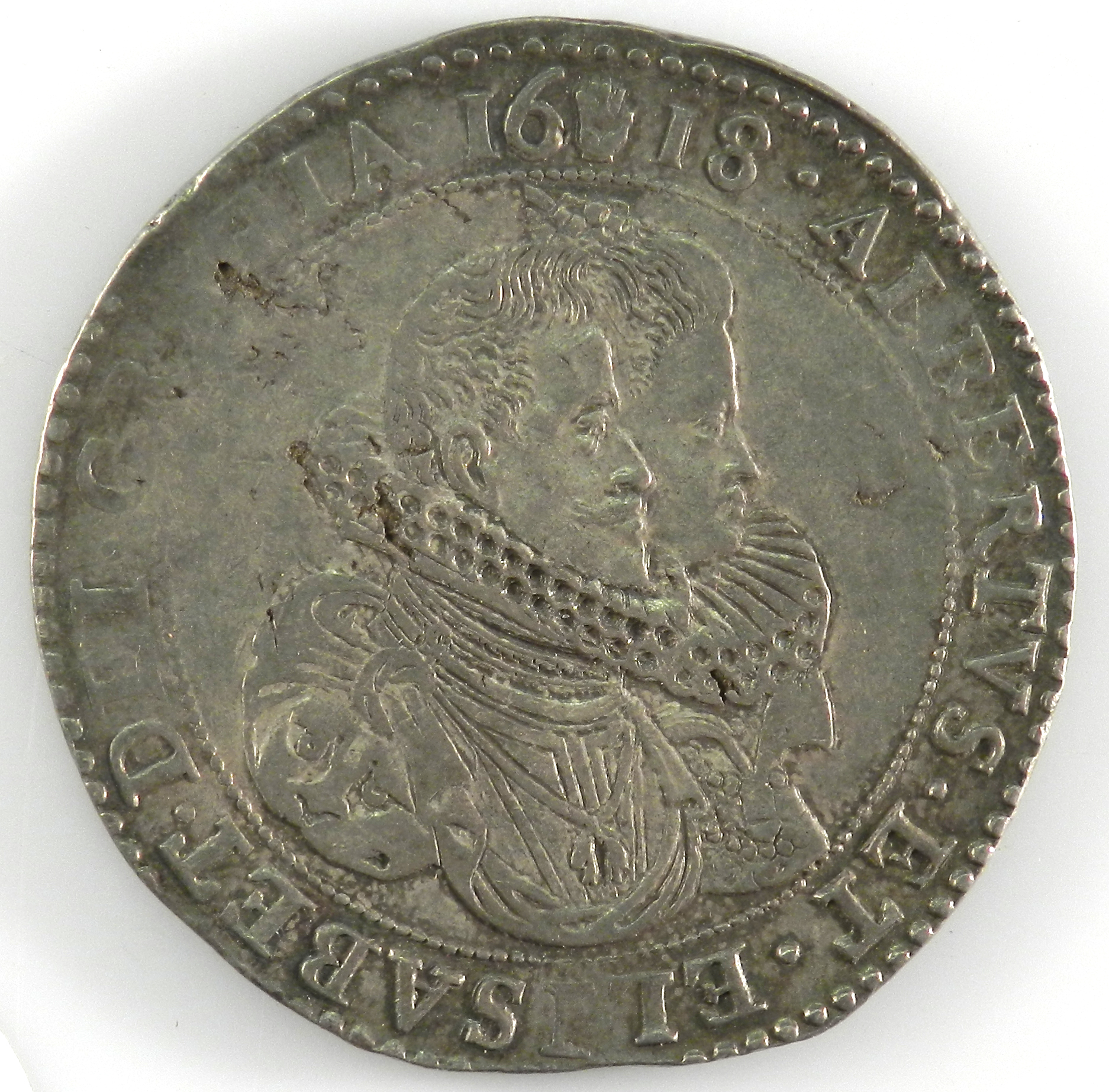
Bildnis von Albert und Isabella auf einem dem Albertustaler ähnlichen Dukaton von 1618

Die ursprünglichen Albertustaler haben auf der einen Seite das burgundische Wappen mit der Umschrift: „Albertus et Elisabeth D. G. Archiduc. Austr. Duces Burg. Bra. Z“. Auf der anderen Seite finden sich das große burgundische Andreaskreuz und das Goldene Vlies mit der Umschrift „Pace et iustitia“.
Nach von Schrötter ließen die Statthalter Albert und seine Frau Isabella 1612 erstmals ein 18-Patard- bzw. -Sol-Stück prägen. Hintergrund war der starke Zustrom von Silber in der damaligen Zeit. Diese Albertustaler hatten auf der einen Seite weiter das Andreaskreuz, auf der anderen das spanische Wappen. Die spanischen Truppen nannten die Münze „Patagon“. Die Albertustaler wurden in den spanischen Niederlanden bis zum Ende der spanischen Herrschaft geprägt, d. h. bis ca. 1700. Der Albertustaler wurde in den spanischen Niederlanden ab 1755 vom Kronentaler (Silberkrone) abgelöst.

## Vereinigte Niederlande
In den Vereinigten Niederlanden wurden ab 1659 bis 1802 Albertustaler geprägt. Die offizielle Bezeichnung war Silberdukat. Der Silberdukat zeigte auf einer Seite ein niederländisches Löwenwappen, auf der anderen einen stehenden Mann in Rüstung neben dem Wappen der Provinz.

## Ausbreitung
Für den Ost- bzw. Ostseehandel (Türkei, Polen, Russland) war der Albertustaler im 18. Jahrhundert ein wichtiges international anerkanntes Zahlungsmittel. In Livland, Kurland und Semgallen wurde bis 1810 in Albertustalern im Geschäftsverkehr gerechnet.
Prägungen:
- Braunschweig, von Karl von Braunschweig (1747)
- Dänemark, 1781, 1784 (24,36 g fein)
- Lüttich, 1662–1686
- Kurland, 1780
- Holstein, 1753
- Preußen, Friedrich II. (1767, 1768), Friedrich Wilhelm II. (1797)
- Russland: 1796 (Probe)
- Ungarn, Maria Theresia (1752)

Auf allen diesen Prägungen erscheint entweder das burgundische Kreuz oder in Anlehnung an die Silberdukaten der Vereinigten Niederlanden einen wilden Mann neben dem königlichen Wappen.

## Kleinmünzen
Nach dem gleichen Münzfuß wurden ganze, halbe, Viertel- und Achtelstücke des ursprünglichen Albertustalers geschlagen.
80 Ferding, früher eine Silbermünze in Riga, ergaben einen 1 Albertusthaler; 1 Ferding waren 6 Pfennig preußisch.